# Caranos (fils de Philippe II)
Pour les articles homonymes, voir Caranos.
Caranos (en grec ancien : Κάρανος / Káranos) est, selon Justin, un fils de Philippe II, roi de Macédoine, et de Cléopâtre, et par conséquent le demi-frère d'Alexandre le Grand. C'est très probablement une erreur puisque le seul enfant né de cette union est une fille nommée Europa. Justin se méprend par ailleurs en affirmant qu'il est tué sur ordre d'Alexandre en 336 av. J.-C. car c'est son demi-frère, Amyntas IV, et sa demi-sœur, Europa, qui sont tués. Pausanias rapporte qu'Olympias est responsable de la mort de Cléopâtre et de son fils.
Selon Paul Faure, Caranos serait en fait le fils de Philippe et de sa première épouse Phila d'Élimée qui serait morte en couche. 
Bien que de nombreux historiens aient accepté Caranos comme fils de Philippe II et demi-frère d'Alexandre, il est  certainement fictif. 